# Gladiolus parvulus
Gladiolus parvulus là một loài thực vật có hoa trong họ Diên vĩ. Loài này được Schltr. miêu tả khoa học đầu tiên năm 1907.